# エデル・バランタ
エデル・ファビアン・アルバレス・バランタ（Éder Fabián Álvarez Balanta, 1993年2月28日 - ）は、コロンビア・ボゴタ出身のサッカー選手。シャルケ04所属。

## 経歴

### クラブ
地元ボゴタのアカデミアのユースチームでプレーした後、18歳の時にリーベル・プレートにスカウトされ移籍。2013年にトップチームに昇格し、2013年3月8日のラシン・クルブ戦でデビューしクリーンシートでの勝利に貢献。4月21日のゴドイ・クルス戦で初得点を挙げた。リーベル・プレートではプリメーラ・ディビシオン、コパ・リベルタドーレス、コパ・スダメリカーナ、レコパ・スダメリカーナのタイトルを獲得した。2015年12月、FIFAクラブワールドカップ2015のメンバーに選出された。
2016年7月14日、FCバーゼルへ移籍した。
2019年9月2日、クラブ・ブルッヘと3年契約を締結した。

### 代表
U-20コロンビア代表としてプレーしていたものの、2013 FIFA U-20ワールドカップには怪我の影響と、当時まだリーベル・プレートとプロ契約を結んでいなかったことからリーベル・プレートが招集を許可しなかったため出場できなかった。
2013年11月にオランダ、ベルギーとの親善試合に向けたコロンビアA代表メンバーに初招集され、2度目の招集となった2014年3月5日のチュニジア戦の65分から途中出場しA代表デビュー。同年6月、2014 FIFAワールドカップのメンバーに選出された。招集メンバーの中で最年少での選出となった。ワールドカップではグループリーグ第3戦の日本戦にフル出場した。

## 所属クラブ
- 2013年 - 2016年  CAリーベル・プレート
- 2016年 - 2019年  FCバーゼル
- 2019年 -  クラブ・ブルッヘ

## 代表歴

### 出場大会
- コロンビア代表
  - 2014 FIFAワールドカップ

### 試合数
- 国際Aマッチ 9試合 0得点（2014年-2022年）[11]

| コロンビア代表 | 国際Aマッチ | 国際Aマッチ |
| 年             | 出場        | 得点        |
| -------------- | ----------- | ----------- |
| 2014           | 5           | 0           |
| 2015           | 1           | 0           |
| 2016           | 1           | 0           |
| 2017           | 1           | 0           |
| 2018           | 0           | 0           |
| 2019           | 0           | 0           |
| 2020           | 0           | 0           |
| 2021           | 0           | 0           |
| 2022           | 1           | 0           |
| 通算           | 9           | 0           |

## タイトル
CAリーベル・プレート
- プリメーラ・ディビシオン：1回
  - 2013-14 (F)
- コパ・リベルタドーレス：1回
  - 2015
- コパ・スダメリカーナ：1回
  - 2014
- レコパ・スダメリカーナ：1回
  - 2015

FCバーゼル
- スーパーリーグ：1回
  - 2016-17